# Žralok sleďový
Žralok sleďový (Lamna nasus) je velký druh žraloka z čeledi lamnovitých. Vyskytuje se v Atlantiku a v pásu mírných oceánských vod jižní polokoule. Žije na širém moři od hladiny do hloubek 150 metrů, někdy se však potápí až do téměř 1400 metrů. Dorůstá obvykle okolo 2,5 metru a váží přibližně 130 kg, maximálně pak do 3,5 metru a váhy do 230 kg. Samice jsou větší než samci. Je to vytrvalý, rychlý plavec, který obvykle loví v malých hejnech. Jeho nejčastější kořistí jsou ryby a hlavonožci. Je to vejcoživorodý druh žraloka. Dožívá se několika desítek let, přinejmenším 30 až 40, ale někdy zřejmě až 65.
Databáze ISAF Floridského muzea eviduje k roku 2009 tři útoky žraloka sleďového na lidi. Jeden z těchto útoků byl vyprovokovaný a neskončil fatálně, v dalších dvou případech zaútočil žralok proti lodi.